# Gisèle de Bourgogne
Ne doit pas être confondu avec Gisèle de Bourgogne (comtesse de Savoie).
Gisèle, née vers 950 et morte le 21 juillet 1007 (ou 1006) à Ratisbonne en Bavière, est une princesse de la dynastie des Welf.

## Biographie
Gisèle de Bourgogne serait née vers 950. Elle est la fille aînée du roi Conrad III de Bourgogne (nommé Conrad 1er en tant que roi d'Arles) et de sa première épouse Adélaïde de Bellay. Elle est une nièce d'Adélaïde de Bourgogne, épouse de l'empereur Otton Ier.
Par son mariage avec Henri le Querelleur, neveu d'Otton Ier, en 972, elle devient duchesse de Bavière. Elle est également la mère du futur empereur Henri II, né le 6 mai 973. Pendant la détention de son mari, destitué par l'empereur Otton II en 976, elle se retrouve à Mersebourg en Saxe. Après que l'impératrice Théophano lui ait pardonné en 985, le duc Henri meurt le 28 août 995.
Gisèle de Bourgogne meurt le 21 juillet 1006 ou l'année suivante. Elle est enterrée au couvent du Niedermünster de Ratisbonne. Sa fille Gisèle de Bavière, l'épouse du roi Étienne Ier de Hongrie, lègue la Croix de Gisèle en sa mémoire.